# Taenia pisiformis
Taenia pisiformis, comúnmente llamada tenia del conejo, es una tenia endoparásita que causa infección en lagomorfos, roedores y carnívoros . Los adultos de T. pisiformis suelen encontrarse en el intestino delgado de los huéspedes definitivos, los carnívoros. Los lagomorfos, los huéspedes intermedios, se infectan por contaminación fecal de pastos y otras fuentes de alimento por parte de los huéspedes definitivos. La etapa larvaria a menudo se denomina Cysticercus pisiformis y se encuentra en el hígado y las cavidades peritoneales de los huéspedes intermedios. T. pisiformis se puede encontrar en todo el mundo.

## Descripción
T. pisiformis infecta típicamente a perros y otros carnívoros como coyotes y zorros . En conejos, las larvas de T. pisiformis se adhieren al hígado y los intestinos, formando quistes de 6 a 18 mm de diámetro. Esto se conoce como cisticercosis .
En adultos de T. pisiformis, los ganchos largos del escólex miden en promedio 239,9 µm (0,024 cm) y los ganchos cortos miden 140,1 µm (0,014 cm) . Las dimensiones de los retoños miden 322,3 µm x 288,1 µm (0,032 cm x 0,029 cm). Pueden tener de 34 a 38 anzuelos, que pueden medir hasta 234 µm (0,0234 cm) de longitud. El T. pisiformis adulto puede crecer entre 0,5 a 2 metros .
El huésped intermedio está representado por las liebres y los conejos, en los que se encuentra el mesacestoide (el estadio larvario) conocido como cisticerco pisiformis. Este se encuentra en el peritoneo del huésped intermedio y puede ser ingerido por el huésped definitivo cuando el perro o el gato se alimenta de las vísceras de dicho intermediario infectado.

## Ciclo vital
Los huevos se introducen en el medio ambiente a través de heces caninas infectadas. En las heces están las proglótidas grávidas que albergan los huevos de T. pisiformis y que en algún momento serán liberados de la proglótida a la vegetación cercana. Luego, los huevos son ingeridos por un conejo o por cualquier miembro de la familia Leporidae . Una vez dentro del intestino del conejo, la fase de larva u oncósfera penetrará en la pared intestinal hasta llegar al torrente sanguíneo. Cuando el gusano llega al hígado, la larva se transforma en una forma de cisticerco. Este cisticerco permanecerá en el hígado durante unas dos a cuatro semanas, luego pasará a la cavidad peritoneal donde esperará a que el huésped definitivo se coma al conejo. Los huéspedes definitivos son los perros u otros miembros de la familia Canidae . Una vez ingerido, el cisticerco encuentra su camino hacia el intestino y se adhiere a la pared intestinal con ganchos y ventosas. Después de que el gusano tiene tiempo para desarrollarse y crecer en tamaño, las proglótidas grávidas se liberan del extremo distal del parásito y pasan a las heces para comenzar un nuevo ciclo.

## Morfología adulta
La etapa adulta consta de un escólex con cuatro ventosas y un róstelo armado, una región de cuello corto, una serie de proglótidas inmaduras con órganos reproductores no desarrollados, una serie de proglótidas maduras con órganos reproductores masculinos y femeninos completamente desarrollados, y una serie de proglótidas grávidas con un útero expandido lleno de huevos.

## Patología
En conejos, no se observan signos clínicos realmente definidos para ningún rango de intensidad, excepto cuando hay una intensidad alta externa. En este caso, los conejos se ven débiles o enfermos. La principal enfermedad que se observa son los signos de insuficiencia hepática. En muy pocos casos, los quistes migrarán a los pulmones o al cerebro; estos casos pueden causar complicaciones respiratorias o convulsiones. En los casos más extremos, el conejo tendrá muerte súbita.
Para los perros, normalmente no se observan signos clínicos de infecciones bajas a moderadas. En casos altamente infectados, el perro experimentará un bloqueo en los intestinos. En todos los casos se verán proglótides en las heces.

## Diagnóstico
Al buscar signos de infección en el huésped intermediario o huésped definitivo, los signos no se ven muy externamente. Para el huésped intermedio, se encontrarán entre dos y 20 quistes del tamaño de un guisante dentro del hígado. Los quistes que se encuentran tienen un escólex invertido hacia la mitad del quiste. Esta forma se llama cisticerco, que es parte de la etapa metacestodes de la vida. Los que se encuentran en el hígado forman estas vejigas que se denominan específicamente Cysticercus pisiformis para T. pisiformis . Estos signos solo se pueden ver cuando se le hace una necropsia al conejo. Cuando se busca una infección en perros, existe un método más directo. Habrá proglótidos grávidos con huevos estriados en las heces. Esto se puede encontrar usando un flotador fecal en una muestra que un veterinario puede hacer fácilmente.

## Tratamiento y prevención
La infección por Taenis pisiformis es muy difícil de tratar en conejos salvajes y caninos, pero es más fácil controlar las infecciones en mascotas. Una forma de detener la infección es evitar que los perros coman conejos salvajes o roedores. Si el conejo infectado no se come, el gusano no puede terminar su ciclo de vida. Los conejos domésticos generalmente no se infectan si son estrictamente mascotas de interior, pero la infección puede ocurrir si se los deja afuera en pastos abiertos.
Si la infección ya está presente, use uno de estos medicamentos: Epsiprantel, Praziquantel, Mebendazol, Niclosamida, Clorhidrato de bunamindina o Fenbendazol . Esto matará la etapa adulta pero no la etapa de quiste o huevo, por lo que es posible que se necesiten varios tratamientos. Las dosis diarias de praziquantel durante aproximadamente una o dos semanas serán eficaces contra la cisticercosis larvaria en conejos. Una dosis de Niclosamida o Praziquantel puede ser muy efectiva en perros.[cita requerida]

## Otras lecturas
- Roberts, L.S.; Janovy, J. (2008). Foundations of Parasitology (8th edición). Boston: McGraw-Hill. p. 347. ISBN 9780073028279.

- Datos: Q291919
- Multimedia: Taenia pisiformis / Q291919
- Especies: Taenia pisiformis